# Biomeigenia
Biomeigenia – rodzaj muchówek z rodziny rączycowatych (Tachinidae).

## Wybrane gatunki
- B. auripollinosa Chao & Liu, 1986
- B. flava Chao, 1964
- B. gynandromima Mesnil, 1961
- B. magna Mesnil, 1961[1]